# Szovjet női kézilabda-bajnokság (első osztály)
A Szovjet női kézilabda-bajnokság első osztálya a legmagasabb osztályú szovjet női kézilabda-bajnokság volt. A bajnokságot 1962 és 1992 között rendezték meg (nagypályán már korábban is volt országos bajnokság), utána a Szovjetunió felbomlása miatt orosz és egyéb nemzeti bajnokságokat rendeznek. A legeredményesebb klub a Szpartak Kijev.

## Nagypályás bajnokságok
| Év   | 1. hely             | 2. hely              | 3. hely             |
| ---- | ------------------- | -------------------- | ------------------- |
| 1956 | Burevesztnyik Kijev | CSZK MO Moszkva      | Zsalgirisz Kaunasz  |
| 1957 | Zsalgirisz Kaunasz  | Szpartak Moszkva     | Burevesztnyik Kijev |
| 1958 | Lokomotyiv Odessza  | Zsalgirisz Kaunasz   | MAI Moszkva         |
| 1959 | Lokomotyiv Odessza  | Burevesztnyik Kijev  | Zsalgirisz Kaunasz  |
| 1960 | Zsalgirisz Kaunasz  | Komanda Kalinyingrád | Lokomotyiv Odessza  |
| 1961 | Lokomotyiv Odessza  | Zsalgirisz Kaunasz   | Prozsektor Moszkva  |

## Kispályás bajnokságok
| Év   | 1. hely              | 2. hely                     | 3. hely                  |
| ---- | -------------------- | --------------------------- | ------------------------ |
| 1962 | Trud Moszkva         | Lokomotyiv Odessza          | Zsalgirisz Kaunasz       |
| 1963 | Trud Moszkva         | Zsalgirisz Kaunasz          | Burevesztnyik Cserkasszi |
| 1964 | Trud Moszkva         | Zsalgirisz Vilniusz         | Zsalgirisz Kaunasz       |
| 1965 | Trud Moszkva         | Zsalgirisz Kaunasz          | Szpartak Baku            |
| 1966 | Zsalgirisz Kaunasz   | Lucs Moszkva                | Trud Szverdlovszk        |
| 1967 | Zsalgirisz Kaunasz   | Szpartak Kijev              | Lucs Moszkva             |
| 1968 | Lucs Moszkva         | Kalinyinec Szverdlovszk     | Szpartak Kijev           |
| 1969 | Szpartak Kijev       | Lucs Moszkva                | Kalinyinec Szverdlovszk  |
| 1970 | Szpartak Kijev       | Szpartak Baku               | Lucs Moszkva             |
| 1971 | Szpartak Kijev       | Szpartak Baku               | Lucs Moszkva             |
| 1972 | Szpartak Kijev       | Szpartak Baku               | Lucs Moszkva             |
| 1973 | Szpartak Kijev       | Szpartak Baku               | Lucs Moszkva             |
| 1974 | Szpartak Kijev       | FSZT Baku                   | Zsalgirisz Kaunasz       |
| 1975 | Szpartak Kijev       | Lucs Moszkva                | Iszkozs Kisinyov         |
| 1976 | Szpartak Kijev       | FSZT Baku                   | Rosztszelmas Rosztov     |
| 1977 | Szpartak Kijev       | FSZT Baku                   | ZII Zaporozsje           |
| 1978 | Szpartak Kijev       | Zsalgirisz Kaunasz          | FSZT Baku                |
| 1979 | Szpartak Kijev       | Rosztszelmas Rosztov        | Zsalgirisz Kaunasz       |
| 1980 | Szpartak Kijev       | Rosztszelmas Rosztov        | Avtomobiliszt Baku       |
| 1981 | Szpartak Kijev       | Rosztszelmas Rosztov        | Egle Vilniusz            |
| 1982 | Szpartak Kijev       | Rosztszelmas Rosztov        | Avtomobiliszt Baku       |
| 1983 | Szpartak Kijev       | Szelhoztyehnyika Krasznodar | Avtomobiliszt Baku       |
| 1984 | Szpartak Kijev       | Szelhoztyehnyika Krasznodar | Avtomobiliszt Baku       |
| 1985 | Szpartak Kijev       | Avtomobiliszt Baku          | Azot Nyevinnomisszk      |
| 1986 | Szpartak Kijev       | Szelhoztyehnyika Krasznodar | Avtomobiliszt Baku       |
| 1987 | Szpartak Kijev       | Kubany Krasznodar           | Egle Vilniusz            |
| 1988 | Szpartak Kijev       | Kubany Krasznodar           | Rosztszelmas Rosztov     |
| 1989 | Kubany Krasznodar    | Rosztszelmas Rosztov        | Szpartak Kijev           |
| 1990 | Rosztszelmas Rosztov | Szpartak Kijev              | Kubany Krasznodar        |
| 1991 | Rosztszelmas Rosztov | Szpartak Kijev              | Kubany Krasznodar        |
| 1992 | Kubany Krasznodar    | Bakinka Baku                | Motor Zaporozsje         |

## Lásd még
- Szovjet férfi kézilabda-bajnokság (első osztály)
- Orosz női kézilabda-bajnokság (első osztály)
- Fehérorosz női kézilabda-bajnokság (első osztály)
- Litván női kézilabda-bajnokság (első osztály)
- Ukrán női kézilabda-bajnokság (első osztály)